# Orestias polonorum
Orestias polonorum es una especie de pez actinopeterigio de agua dulce, de la familia de los ciprinodóntidos.

## Biología
Peces con una  longitud máxima descrita de 14,5 cm.
Son peces de agua dulce tropical, de comportamiento pelágico no migratorio, que habitan en la zona del interior del lago y puede encontrarse en bajíos con otras especies y ocasionalmente se mueve a las áreas de la orilla, alimentándose principalmente de plancton y algas.

## Distribución y hábitat
Se distribuye por ríos de América del Sur, siendo un endemismo del lago Junín en Perú. Las principales amenazas a esta especie son la contaminación del agua por actividades urbanas y mineras y la presencia de especies exóticas como la trucha arco iris, amenazas que están causando una continua disminución en la calidad del hábitat que sitúan a esta especie en peligro de extinción.